# Emmaculate Msipa
Emmaculate Msipa (7 de junho de 1992) é uma futebolista zimbabuense que atua como meia. 

## Carreira
Emmaculate Msipa fez parte do elenco da Seleção Zimbabuana de Futebol Feminino, nas Olimpíadas de 2016. 